# João Maria Pereira de Amaral e Pimentel
João Maria Pereira de Amaral e Pimentel (Oleiros, 21 de Julho de 1815 — Angra do Heroísmo, 27 de Janeiro de 1889), 28.º bispo de Angra, que governou a diocese entre 1872 e 1889, homem sensível e culto, dedicado às belas artes e à jardinagem, a quem a Diocese de Angra deve ter iniciado a publicação do Boletim Eclesiástico dos Açores, o qual, com mais de 130 anos de publicação ininterrupta, é hoje a mais antiga publicação periódica dos Açores.

## Biografia
D. João Maria Pereira de Amaral e Pimentel nasceu na Vila de Oleiros a 21 de Julho de 1815, filho de Francisco António Pereira Barata e de sua mulher Maria Eugénia Marques de Amaral e Pimentel, família antiga e conhecida de Oleiros, embora de fracos recursos económicos, o que cedo o obrigaria a trabalhar para granjear o seu sustento.

### Formação
Aparentemente por influência dum seu tio-avô, Frei Simão José Botelho Dourado, que era vigário de Oleiros e professor na Ordem de Malta, enveredou pela vida eclesiástica, ingressando no seminário lazarista de Cernache do Bonjardim.
Quando o Seminário das Missões de Cernache do Bonjardim fechou portas, por expulsão do seu corpo docente, foi obrigado a trabalhar para sustento da mãe e irmãs, sendo sucessivamente secretário do vigário capitular de Leiria, recebedor do concelho de Oleiros, escrivão da Câmara e advogado.
Ingressou no curso de direito da Faculdade de Direito da Universidade de Coimbra, obtendo o bacharelato em 1849. Durante este período foi funcionário do Governo Civil do Distrito de Coimbra, para além de litografar sebentas e de exercer outras ocupações com as quais se sustentou.

### Carreira eclesiástica
Obtidas as ordens menores, passou a secretariar o bispo de Bragança, sendo ordenado presbítero em 1850, sendo logo nomeado vigário geral, chantre e vigário capitular daquela diocese.
Transferido para a diocese de Leiria, foi em 1854 nomeado deão, vigário geral e provisor da diocese. Neste ano foi agraciado com a comenda da Real Ordem Militar de Cristo.
Em 1865-1866 foi eleito e confirmado bispo de Macau, mas a nomeação não foi aceite pelo governo português, dada que a confirmação pontifícia restringia a sua jurisdição única e exclusivamente à cidade de Macau, contrariando as pretensões de jurisdição que Portugal mantinha sobre o governo espiritual dos católicos chineses.
Esta recusa levou a que retornasse ao seminário de Cernache do Bonjardim, nas funções de orientador do Colégio das Missões, a cujas actividades deixou ligado o seu nome.

### Acção na Diocese de Angra
Em Junho de 1871, o governo português apresentou-o à Santa Sé para bispo de Angra, sendo confirmado em consistório realizado em 22 de Dezembro de 1871 e nomeado pelo papa Pio IX.
O novo bispo de Angra nomeou seu procurador o Dr. Ferreira de Sousa que, em seu nome, tomou posse do bispado. Deu entrada na Diocese a 21 de Agosto de 1872, sendo recebido com as honras habituais, que incluíram Te Deum na catedral, onde deu anel a beijar ao clero, autoridades e pessoas de representação, seguindo-se, durante três noites, concerto pela Banda Militar dos Açores no salão de entrada do Paço Episcopal.
Governou com senso, fazendo numerosas visitas pastorais, publicando um acervo doutrinário cobrindo os temas e preocupações da época, com destaque para a Bula da Santa Cruzada, os tempos quaresmais, os excessos de emigração, e a posição do sacerdócio católico, com as suas prerrogativas e obrigações.
Entre a sua actividade normativa, destaca-se a regulamentação da jurisdição dos párocos, coadjutores e capelães e das oferendas às igrejas ou imagens, cruzes, altares e capelas.
Por provisão de 7 de Outubro de 1873 transferiu a paróquia das Furnas, até então pertencente à jurisdição da Ribeira Grande, para a ouvidoria de Vila Franca do Campo. Na ilha de São Jorge, por provisão de 4 de Junho de 1878, na sequência da extinção do concelho do Topo, extinguiu a respectiva ouvidoria, integrando a paróquia da Vila do Topo e o curato de Santo Antão na ouvidoria da Calheta.
Por sua iniciativa realizou-se a 30 de Abril de 1876 a primeira festividade de Pontifical em honra do beato João Baptista Machado, mártir terceirense da missionação do Japão. A cerimónia realizou-se na igreja do Colégio dos Jesuítas de Angra, sendo nesse dia benzida uma imagem por ele oferecida, proclamando aquele beato patrono da cidade de Angra do Heroísmo, da ilha Terceira e da diocese de Angra.
Quando o Papa Leão XIII publicou a encíclica Humanum genus, condenando a Maçonaria, mandou-a divulgar e comentou-a sem que ela tivesse o beneplácito régio em Portugal. Tal atitude corajosa, que foi acompanhada por poucos prelados portugueses, foi oficialmente censurada pelo Secretário de Estado da Justiça e Cultos, Lopo Vaz de Sampaio e Melo.
Por aquela razão, uma comissão, presidida pelo Dr. Diogo de Barcelos, ofereceu ao bispo uma cruz sobreposta de outra cravejada de vinte e três brilhantes com oito cabeças de anjos nas extremidades, dando assim execução a uma sugestão publicada por um periódico de Braga que sugeriu a cotização dos católicos para que a cada um dos prelados que publicaram a encíclica fosse oferecida uma cruz peitoral.
Com espírito disciplinador, recordou a existência das antigas Missas Pro-Infantado e repreendeu o Cabido pelas faltas que os seus membros davam na Sé, proibindo ao clero a aceitação, sem sua licença, de empregos seculares, nomeadamente na docência.
Este prelado, por alvará de 19 de Junho de 1880, autorizou a demolição e reconstrução da ermida de Nossa Senhora da Saúde, na Praça Velha da cidade de Angra. A nova ermida e a imagem, restaurada, foram benzidas pelo bispo a 9 de Novembro de 1884.
Este bispo atravessou uma época difícil, com múltiplas discórdias, a que não eram alheias as facções políticas existentes na ilha e as tensões existentes entre a Igreja Católica Romana e o Estado. Para cúmulo, o relacionamento com o seu coadjutor com direito a sucessão, D. Francisco Maria do Prado Lacerda, o futuro 29.º bispo de Angra, estava longe de ser amistoso, havendo voz pública de graves questões e desentendimentos.

### Falecimento
D. João Maria faleceu a 27 de Janeiro de 1889 na Quinta da Estrela, no Caminho de Baixo de São Carlos, arredores da cidade de Angra do Heroísmo.
Homem de profunda sabedoria e delicado espírito científico, era um grande apreciador das belas artes e passava o seu tempo livre cultivando flores.
Em 1881 publicou a valiosa monografia Memórias da Vila de Oleiros e do seu Concelho como tributo à terra natal e às suas gentes, por quem sempre conservou o maior afecto e dedicação. Fazê-la conhecida aos estranhos e lembrar as suas glórias aos dela naturais, foi o objectivo inscrito na introdução da sua obra, na qual, citando Virgílio na Eneida, diz: É provável que nos tempos vindouros seja agradável recordar estas coisas.
Deve-lhe a Diocese algumas iniciativas importantes, entre as quais a criação do Boletim Eclesiástico dos Açores, órgão oficial diocesano e primeiro do género no país, publicado pela primeira vez em Setembro de 1872, hoje o mais antigo periódico com publicação ininterrupta nos Açores.

## Obras publicadas
- Memorias da villa de Oleiros e do seu concelho, pelo Bispo d'Angra D. João Maria Pereira d'Amaral e Pimentel, Angra do Heroismo, Typ. da Virgem Immaculada, 1881, 358 p..
- Discurso que na inauguração da estatua do conselheiro José Silvestre Ribeiro na villa da Praia da Victoria, que recitou o Bispo da Diocese D. João Maria Pereira d'Amaral e Pimentel', Angra do Heroismo, Typ. da Virgem Immaculada, 1879, 16 p..
- Discurso pastoral do Exmo. e Rvmo. Sr. Bispo da Diocese d'Angra D. João Maria Pereira d'Amaral e Pimentel, s. d., Angra do Heroísmo.
- Carta Pastoral sôbre o protestantismo, Angra do Heroismo, Tipografia da Virgem Imaculada, 1883.
- Pastoral do Exmo . e Rev. Sr. D. João Maria Pereira de Amaral e Pimentel Bispo d'Angra do Heroismo, de 27 de Setembro de 1876, Analysando, Refutando e Condemnando o Opusculo Intitulado os Lazaristas nos Açores, Lisboa, Typ. do Jornal a Nação, 1877, 31 p..
- Primeiras tres Pastoraes do Exmo. e Rvmo Sr. D. João Maria Pereira d'Amaral e Pimentel, Bispo d'Angra do Heroismo, Aos Seus Diocesanos, Angra do Heroísmo, Typ. da Virgem Immaculada, 1876, 8 p..
- Instrução pastoral, s.l., 187-, 15 p..
- O culto catholico, Angra do Heroismo, Typ. Virgem Immaculada, 1885.